# Hà Tiên-öarna

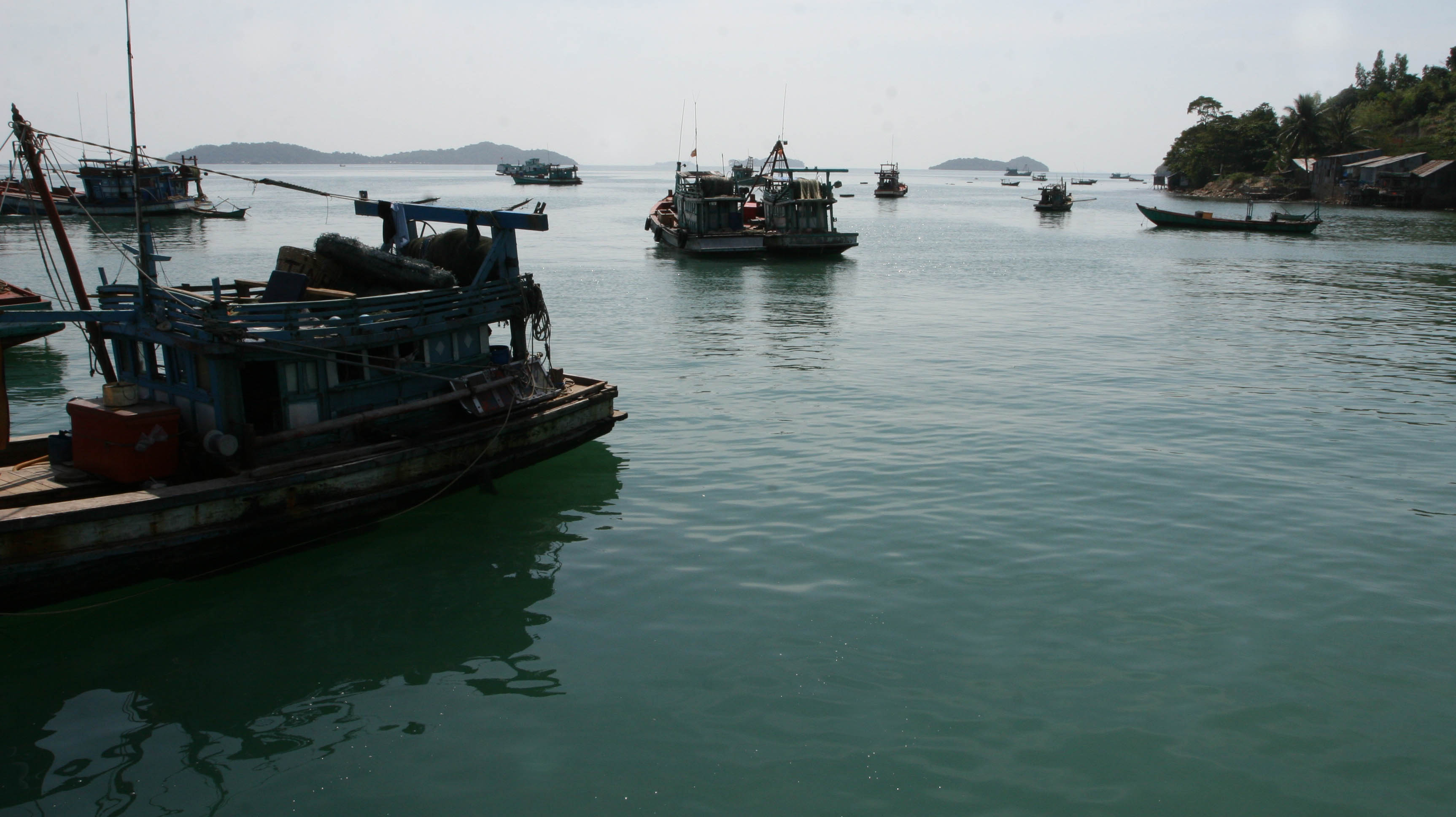
En hamn på Hà Tiên-öarna.

Hà Tiên-öarna är en arkipelag i  Kien Giang-provinsen i södra Vietnam som utgör ett eget distrikt, Hà Tiên.

## Geografi
Hà Tiên-öarna ligger 16 km öster om  Phú Quốc-öarna och ungefär 11 km från fastlandet. Arkipelagen består av 14 eller 16 öar beroende på källa. Hon Doc (vietnamesiska hòn Đốc) är den största ön. Den totala ytan för öarna är ungefär 11 km2, som ligger tätt ihop över ett område som är 7 km långt och 5 km brett. Arkipelagen är uppbyggd framför allt av lerskiffer och sandsten.

### Etymologi
Hà Tiên-öarna kallades tidigare Pirat-öarna eftersom de på sent 1600-tal och tidigare 1700-tal var tillhåll för pirater. Härifrån angrep pirater handelsskepp från Kina och Västvärlden. Namnet förekommer ibland fortfarande, Hải Tặc-öarna ('Pirat-öarna')  vietnamesiska Quần đảo Hải Tặc.

## Historia
Den gyllene eran för pirater i området inträffade sedan  Mạc Thiên Tứ (Mo Shilin) besegrats av burmeserna 1777. Men fortfarande under den franska ockupationen fanns pirater kvar i området.
Det cirkulerar rykten om piratskatter i området. 1983 besökte en amerikan och en britt ön Hon Tre Nho (vietnamesiska hòn Tre Nhỏ). De ska där ha kommit i kontakt med öbor som haft en 300 år gammal karta som påvisade en piratskatt. Fiskare i området ska också ha hittat en mindre mängd gamla mynt.

## Demografi
Ungefär hälften av öarna i arkepelagen, sex eller sju öar, är bebodda. Enligt dekret nr. 47/1998/ND-CP som stadfäste Hà Tiên, hade Hà Tiên-öarna det året 1 055 invånare. År 2012 hade öarna drygt 420 hushåll och nästan 1 800 invånare. Mest befolkning har ön Hon Tre Lon, också kallad Hon Doc.

## Ekonomi
Lokalbefolkningen har sin inkomst huvudsakligen från fiske. År 2011 var den totala fångsten från havet 22 000 ton. Inkomsten per capita var ungefär 48 miljoner dong eller 2 300 USD. Under torrperioden uppstår vattenbrist på öarna, men det har lösts med en sötvattenreservoar. Provinsen satsade i början av 2000-talet på att utveckla ekoturismen på öarna.